# Лігозулло
Лігозулло, Ліґозулло (італ. Ligosullo) — муніципалітет в Італії, у регіоні Фріулі-Венеція-Джулія,  провінція Удіне.
Лігозулло розташоване на відстані близько 520 км на північ від Рима, 115 км на північний захід від Трієста, 55 км на північ від Удіне.
Населення — 117 осіб (2014).

## Демографія
Населення за роками:

## Сусідні муніципалітети
- Палуцца
- Пауларо
- Треппо-Карніко